# Tim Cahill
Timothy Joel Cahill (Sydney, 6. prosinca 1979.) umirovljeni je australski nogometaš i reprezentativac. U povijest australskog nogometa ušao je 12. lipnja 2006. kada je postao prvi Australac koji je postigao dva pogotka u jednoj utakmici završnice svjetskog prvenstva u utakmici protiv Japana. 
Cahill je rođen od samoanske majke i engleskog oca koji ga je i poticao da igra nogomet. 